# (14329) 1981 EY10
A (14329) 1981 EY10 a Naprendszer kisbolygóövében található aszteroida. Schelte J. Bus fedezte fel 1981. március 1-jén.